# Wiktor Głazunow
Wiktor Głazunow, född 24 oktober 1993, är en polsk kanotist.

## Karriär
Vid VM i Milano 2015 tog Głazunow och Vincent Słomiński silver i C-2 500 meter. 2017 tog han guld tillsammans med Piotr Kuleta,
Tomasz Baraniak och Marcin Grzybowski i C-4 1000 meter vid EM i Plovdiv. Under året tog de även ett silver vid VM i Račice. 2018 tog Głazunow brons i C-4 500 meter vid EM i Belgrad tillsammans med Michał Łubniewski, Arsen Śliwiński och Marcin Grzybowski.
Vid olympiska sommarspelen 2020 i Tokyo tävlade Głazunow i två grenar. I C-1 1000 meter slutade han på 5:e plats i B-finalen, vilket blev totalt 13:e plats i tävlingen och i C-2 1000 meter slutade Głazunow och Tomasz Barniak på sjunde plats. Vid VM i Köpenhamn 2021 tog han silver tillsammans med Tomasz Baraniak i C-2 1000 meter.

## Tävlingar
Polska mästerskapen i kanotsport
- Bydgoszcz 2013 – 3 medaljer[9]
  - 3 guld: C-2 200 m, C-2 500 m, C-2 1000 m
- Poznań 2015 – 4 medaljer[10]
  - Guld: C-1 200 m
  - Silver: C-1 5000 m
  - 2 brons: C-1 500 m, C-2 1000 m
- Poznań 2016 – 3 medaljer[11]
  - 2 silver: C-1 200 m, C-2 1000 m
  - Brons: C-4 1000 m
- Poznań 2017 – 4 medaljer[12]
  - Silver: C-1 5000 m
  - 3 brons: C-1 200 m, C-1 1000 m, C-2 500 m
- Poznań 2018 – 3 medaljer[13]
  - Guld: C-1 1000 m
  - 2 silver: C-1 200 m, C-1 500 m
- Poznań 2019 – 5 medaljer[14]
  - 3 guld: C-1 500 m, C-1 1000 m, C-1 5000 m
  - Silver: C-1 200 m
  - Brons: C-2 200 m
- Poznań 2020 – 5 medaljer[15]
  - 4 guld: C-1 200 m, C-1 500 m, C-1 1000 m, C-1 5000 m
  - Brons: C-2 1000 m
- Bydgoszcz 2021 – 4 medaljer[16]
  - 3 guld: C-1 200 m, C-1 500 m, C-1 5000 m
  - Brons: C-1 1000 m